# 김수혁 (축구 선수)
김수혁(1996년 4월 27일 ~ )은 대한민국의 전 축구 선수이며, 포지션은 미드필더였다.